# ドルビーアトモス

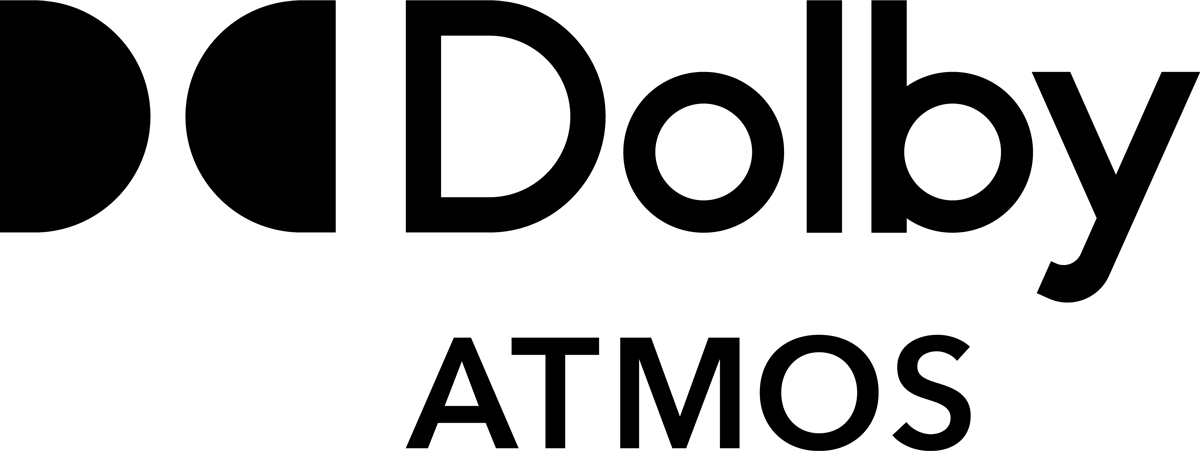
ドルビーアトモスのロゴ

ドルビーアトモス（Dolby Atmos）とは、ドルビーラボラトリーズが開発したオブジェクトオーディオに基づくサラウンド記録再生方式である。

## 概要
オブジェクトオーディオでは、予めチャンネル毎に割り付けられた音声トラックを用意するのではなく、音声トラックを位置情報と組み合わせたオブジェクトとして扱い、スピーカーの出力を音声の位置情報を元にリアルタイム演算して求める方式に変化している。従って、これまでよりも自由なスピーカー配置が実現できると共に、正確な定位感を実現することも可能になる。また、従来のドルビー規格もドルビーアトモスのシステムで処理することが可能で、サラウンド効果をより良く引き出すことが出来るようになる。従って、ドルビープロロジックIIzなどのチャンネル拡張技術を置き換える技術としても機能する。2012年に発表された『メリダとおそろしの森』は「ドルビーアトモス」を初めて導入した作品となった。同年6月にロサンゼルスにある世界最高峰の劇場であるドルビー・シアターに設置され、『メリダとおそろしの森』のワールドプレミア上映で初披露した。その後は同様に多くのドルビーアトモス対応映画が制作され、多くのシネマコンプレックスで体験できるようになっている。2014年からは家庭用の再生システムも販売されており、趣味層が導入するホームシアターの他、暗黙の内にスマートフォンにも搭載され普及している（意図して使われる事は少ない。例としては、iPhoneではApple MusicやApple TVなどの一部コンテンツでのみ対応）。オブジェクトオーディオの理論としては、演算性能が確保できる限りスピーカーの個数を増やす事ができるが、ドルビーアトモスでは仕様上の上限が設けられている（演算性能を考慮して実用可能な最大数）。
ゲーム機では2013年に発売されたXbox Oneでアップデートにより初めてドルビーアトモスが対応し、のちにPlayStation 5も2023年でドルビーアトモスに対応した。

## 再生環境毎に分けられた規格
ハイエンドからローエンドまで様々なデバイス向けに規格が用意されている。映画館用の規格は、従来の制作時にミキシングを行う方式ではなく、ミキシング前の三次元位置情報（パン情報）が含まれたマルチトラック(128本)を再生側でミックスして出力する方式である。アクースモニウムと同様に再生環境に多くのスピーカーを配置する。家庭用の規格は利用環境に制約が多い事を考慮して、映画館用の規格のサブセットとして仕様が簡略化されている。例えば、スピーカーの本数の上限が少なかったり、音声が完全にオブジェクト化されていなかったりする。家庭用のハイエンドであるホームシアター規格は機材の高価格や住環境の制約から広範な普及には至っていないが、ヘッドホン規格はWindows 10やスマートフォンにも広く搭載されるなど、用途の幅を拡げ、2021年5月に発売されたiMacも対応するに至った。特に、各家庭で人気となったゲームやVRやARなどの体験型デジタルコンテンツは元々オブジェクトベースで音声を演算しているため親和性が高く、ドルビーアトモスの採用も積極的に進められている最中にある。テレビ用の規格はHDMIケーブルが必須であり、一度ドルビーアトモスを再生機側で有効にすると他の音源の同時出力は強制的に不可能になる。アトモス出力時にステレオなどの別音源が混入した場合、混入時のみ音源のオブジェクト化が一時的にオフになる。また、ドルビーアトモス用の信号はドルビーデジタルプラスかドルビーTrueHDと互換性がある。

## 後方互換
ドルビーアトモスの規格で作成されたコンテンツであれば最高のサラウンド効果を得られるが、7.1ch，5.1ch，2chなどの従来型の音声規格であっても、従来の規格通りに再生するより高いサラウンド効果が得られるように設計されている。逆に言えば、DTS:Xは下位互換の音源の拡張ができず、強制的に元の音源をそのまま出力する仕様である。そのため、DTSはDTS Virtual:Xと呼ばれるこの仕組みによく似た規格を別で開発した。
つまりは単なる新規格であるだけでなく、ドルビーの過去のサラウンド規格や最も普及しているステレオ音声規格もチャンネル拡張により改善して利活用できる規格である。こうした複数のサラウンド規格をオブジェクトオーディオで統合して扱うデジタル信号処理は、2000年代までであれば消費者にとってはサラウンドへの理解が追いついていないことや、発展途上の半導体技術の問題で高価なハードウェアが必要になるため商業展開自体が難しかったが、2010年代にはコストダウンが進んでシネコンで当たり前に見られるようになった他、2,000円程度の安価なプラグインを購入すれば、PCにおけるソフトウェア処理で簡易版を実行することも可能になった。そしてあらゆるステレオ音声から気軽にサラウンド体験が得られるようになった。

## 技術
ドルビーアトモスには劇場からモバイルまで幅広い環境に向けた規格が用意されている。家庭用の規格は劇場用の規格と同等ではなく性能は大きく劣るが、サラウンド音響としては高い効果を発揮する。
Dolby Atmos for Theater
劇場の広さと設備に応じ最大128個の音響素材を元にリアルタイムレンダリングを実施し、最大64chのスピーカー音響となる。ドルビーアトモスは既存のサラウンドとは異なり、3次元空間を独立した動きのあるサウンド（またはオブジェクト）を、よりクリアでより正確に配置することが可能(音声情報として128個のトラックがあり、それぞれに三次元空間をパンできる位置情報が含まれている。それを再生環境側で合成して、適切なスピーカーへ出力している。)。
Dolby Atmos for Home
従来のチャンネルベース(5.1ch,7.1ch)のミキシング方式と、オブジェクトベースのダイナミックなオーディオミキシングを組み合わせ、精密な音の定位や移動を表現できることが特徴。スピーカーの配置は5.1.2ch(5.1chにオーバーヘッド(天井)又はトップスピーカー:OHSP×2ch),5.1.4ch,7.1.2ch,7.1.4ch,9.1.6chまで可能。(出力されるスピーカーの数はAVアンプ側による。)また天井スピーカーの設置が困難な環境の場合、「ドルビーイネーブルドスピーカー」(ユニットが斜め上の天井を向いたスピーカー)を既存の5.1chのフロントスピーカーの上に設置することで、ユニットから天井に向けて音を出し、反射させることで天井から聴こえるようにする事が可能。
規格媒体はBlu-ray Disc, Ultra HD Blu-ray, Kindle Fire HD, Windows 10,Windows 11,Xbox One, Xbox Series X/S, Netflix, Apple TV+, Amazonプライム・ビデオ, Disney+,Max,Paramount+,Peacock,Vudu(Fandango at Home),PlayStation 5,U-NEXTであり、ドルビーTrueHDまたはドルビーデジタルプラスの拡張規格として記録が可能。ドルビーアトモス非対応の再生機器ではドルビーアトモスの拡張機能は無視され、基本部分のドルビーTrueHD(7.1ch)、ドルビーデジタルプラス(7.1ch)、ドルビーデジタル(5.1ch, 2ch)のみが再生される。Fire TV Stick使用時はドルビーデジタルプラス経由のDolby Atmosしか出力できない。
Xbox One以降のXboxシリーズ、またはWindowsに"Dolby Access"を導入した場合、下位音源のアトモス化の可否が選択可能になるが、ドルビーアトモスの常時出力を設定する場合はドルビーTrueHDに対応したアンプが必要。YouTubeではドルビーアトモスに対応せず、最大5.1chまでであり、ドルビーアトモス対応を謳った動画は非対応である（2025年現在）。
Dolby Atmos for Headphone
据え置き型スピーカーを利用出来ない環境のための規格である。PCやスマートフォンなどを主な対象としている（利用にはOS及びアプリケーションが対応している必要がある。）。また、対応したAVアンプでも利用できる。ありふれた機器に搭載でき、処理能力が低いデバイスでも十分な効果が得られるように設計されている。FPSで用いると高精度な音の定位により敵の位置検出が高速化できるため、ゲーマーが多用するサラウンド規格にもなっている。Xbox One以降の全シリーズのXBOXではこの機能に対応させるためのアプリケーションである「Dolby Access」が無料配信されている（アプリケーション内の機能の購入には約1700円必要）。プラグインの購入後は、イコライザーと2ch音源のサラウンドの可否が選択可能。
Dolby Atmos Height Virtualizer
ハイトスピーカーやサラウンドスピーカーを設置していない2.0chステレオや3.1ch、および5.1ch、7.1chなどの環境のための規格である。ハイトスピーカーやサラウンドスピーカーを追加しなくても高さ方向を含むあらゆる方向からのサウンドに包み込まれる立体音響を実現可能。
Dolby Head Tracking
ヘッドホンやイヤホンに内蔵されている加速度センサーを利用して頭を動かす際に音の方向を特定し、映像コンテンツ視聴時に没入感のあるサウンドを実現可能。

## ドルビーアトモスが導入されている劇場

### 国内
2025年4月現在、日本国内では47劇場61スクリーン（ドルビーシネマ含む）に展開しており、営業終了するスクリーンもある一方で年々増加傾向にある。詳しい設備については各映画館チェーンの項目を参照。
- DC：「Dolby Cinema」導入劇場[2]
- SD：「ScreenX with Dolby Atmos」導入劇場

#### 北海道・東北
| No. | 映画館名             | 所在地             | 開業日         | DC | SD | 備考 |
| --- | -------------------- | ------------------ | -------------- | -- | -- | ---- |
| 1   | TOHOシネマズ仙台     | 宮城県仙台市青葉区 | 2016年7月1日   |    |    |      |
| 2   | イオンシネマ新利府   | 宮城県宮城郡利府町 | 2021年3月5日   |    |    |      |
| 3   | TOHOシネマズすすきの | 北海道札幌市中央区 | 2023年11月30日 | ○  |    |      |

#### 東京都
| No. | 映画館名                       | 所在地         | 開業日        | DC | SD | 備考                                              |
| --- | ------------------------------ | -------------- | ------------- | -- | -- | ------------------------------------------------- |
| 1   | TOHOシネマズ日本橋             | 東京都中央区   | 2014年3月20日 |    |    |                                                   |
| 2   | シネマサンシャイン平和島       | 東京都大田区   | 2014年4月25日 |    |    | [ 3 ]                                             |
| 3   | TOHOシネマズ六本木ヒルズ       | 東京都港区     | 2015年3月13日 |    |    |                                                   |
| 4   | TOHOシネマズ新宿               | 東京都新宿区   | 2015年4月17日 |    |    |                                                   |
| 5   | シネマ・チュプキ・タバタ       | 東京都北区     | 2016年9月1日  |    |    | 国内のミニシアターとして初導入                    |
| 6   | TOHOシネマズ日比谷             | 東京都千代田区 | 2018年3月29日 |    |    |                                                   |
| 7   | グランドシネマサンシャイン池袋 | 東京都豊島区   | 2019年7月19日 |    |    | BESTIAの2スクリーンに導入                         |
| 8   | 丸の内ピカデリー               | 東京都千代田区 | 2019年10月4日 | ○  |    |                                                   |
| 9   | TOHOシネマズ池袋               | 東京都豊島区   | 2020年7月3日  |    | ○  | 2024年7月12日に「ScreenX with Dolby Atmos」を導入 |
| 10  | 新宿バルト9                    | 東京都新宿区   | 2022年12月1日 | ○  |    |                                                   |
| 11  | 109シネマズプレミアム新宿      | 東京都新宿区   | 2023年4月14日 |    |    |                                                   |
| -   | TOHOシネマズ大井町（仮称）     | 東京都品川区   | 2026年3月**日 | ○  |    | [ 4 ]                                             |

#### 南関東（東京除く）
| No. | 映画館名                     | 所在地                 | 開業日         | DC | SD | 備考                             |
| --- | ---------------------------- | ---------------------- | -------------- | -- | -- | -------------------------------- |
| 1   | TOHOシネマズららぽーと船橋   | 千葉県船橋市           | 2013年11月22日 |    |    | 国内初のドルビーアトモス導入劇場 |
| 2   | TOHOシネマズららぽーと富士見 | 埼玉県富士見市         | 2015年4月10日  |    |    |                                  |
| 3   | USシネマ木更津               | 千葉県木更津市         | 2014年10月18日 |    |    |                                  |
| 4   | TOHOシネマズ柏               | 千葉県柏市             | 2016年4月25日  |    |    |                                  |
| 5   | MOVIXさいたま                | 埼玉県さいたま市大宮区 | 2019年4月26日  | ○  |    |                                  |
| 6   | T・ジョイ横浜                | 神奈川県横浜市西区     | 2020年6月24日  | ○  |    |                                  |
| 7   | T・ジョイ エミテラス所沢     | 埼玉県所沢市           | 2024年9月24日  |    |    | [ 5 ]                            |
| 8   | 横浜ブルク13                 | 神奈川県横浜市中区     | 2024年12月11日 |    | ○  | [ 6 ]                            |
| 9   | シネマサンシャイン三郷       | 埼玉県三郷市           | 2025年7月11日  |    |    | BESTIAのスクリーンに導入         |

#### 中部地方
| No. | 映画館名                     | 所在地               | 開業日         | DC | SD | 備考                                                                         |
| --- | ---------------------------- | -------------------- | -------------- | -- | -- | ---------------------------------------------------------------------------- |
| 1   | イオンシネマ名古屋茶屋       | 愛知県名古屋市港区   | 2014年6月27日  |    |    |                                                                              |
| 2   | ミッドランドスクエアシネマ   | 愛知県名古屋市中村区 | 2016年7月15日  | ○  |    | - ドルビーシネマ含む3スクリーンに導入 - ドルビーシネマは2019年12月20日に開業 |
| 3   | TOHOシネマズ赤池             | 愛知県日進市         | 2017年11月24日 |    |    |                                                                              |
| 4   | イオンシネマ白山             | 石川県白山市         | 2021年7月19日  |    |    |                                                                              |
| 5   | 福井コロナシネマワールド     | 福井県福井市         | 2022年3月4日   |    |    |                                                                              |
| 6   | イオンシネマとなみ           | 富山県砺波市         | 2023年7月1日   |    |    | 全5スクリーンに導入                                                          |
| 7   | シネマワールドららぽーと安城 | 愛知県安城市         | 2025年4月18日  |    |    | [ 8 ]                                                                        |
| 8   | イオンシネマ土岐             | 岐阜県土岐市         | 2025年4月18日  |    |    | 全6スクリーンに導入                                                          |

#### 近畿地方
| No. | 映画館名                   | 所在地             | 開業日         | DC | SD | 備考                                       |
| --- | -------------------------- | ------------------ | -------------- | -- | -- | ------------------------------------------ |
| １  | TOHOシネマズくずはモール   | 大阪府枚方市       | 2014年3月12日  |    |    |                                            |
| 2   | イオンシネマ和歌山         | 和歌山県和歌山市   | 2014年3月16日  |    |    |                                            |
| 3   | イオンシネマ京都桂川       | 京都府京都市南区   | 2014年10月17日 |    |    |                                            |
| 4   | アースシネマズ姫路         | 兵庫県姫路市       | 2015年7月24日  |    |    | 2スクリーンに導入                          |
| 5   | TOHOシネマズ梅田           | 大阪府大阪市北区   | 2015年12月5日  |    |    |                                            |
| 6   | T・ジョイ梅田              | 大阪府大阪市北区   | 2019年6月28日  | ○  |    |                                            |
| ７  | MOVIX京都                  | 京都府京都市中京区 | 2020年3月6日   | ○  |    |                                            |
| 8   | イオンシネマシアタス心斎橋 | 大阪府大阪市中央区 | 2021年3月16日  |    |    |                                            |
| 9   | TOHOシネマズららぽーと門真 | 大阪府門真市       | 2023年4月17日  | ○  |    |                                            |
| 10  | T・ジョイ京都              | 京都府京都市南区   | 2024年6月21日  |    | ○  | 世界初の「ScreenX with Dolby Atmos」を導入 |

#### 中国地方
| No. | 映画館名               | 所在地       | 開業日        | DC | SD | 備考          |
| --- | ---------------------- | ------------ | ------------- | -- | -- | ------------- |
| 1   | シネマサンシャイン下関 | 山口県下関市 | 2014年7月5日  |    |    | [ 10 ]        |
| 2   | イオンシネマ松江       | 島根県松江市 | 2025年7月18日 |    |    | [ 11 ] [ 12 ] |

#### 九州・沖縄地方
| No. | 映画館名                         | 所在地               | 開業日         | DC | SD | 備考                           |
| --- | -------------------------------- | -------------------- | -------------- | -- | -- | ------------------------------ |
| 1   | TOHOシネマズアミュプラザおおいた | 大分県大分市         | 2015年4月16日  |    |    |                                |
| 2   | T・ジョイ博多                    | 福岡県福岡市博多区   | 2018年11月23日 | ○  |    | 国内初のドルビーシネマ導入劇場 |
| 3   | シネマQ                          | 沖縄県那覇市         | 2018年11月23日 |    |    | 2スクリーンに導入              |
| 4   | シネマライカム                   | 沖縄県中頭郡北中城村 | 2019年6月14日  |    |    |                                |
| 5   | シネマサンシャイン飯塚           | 福岡県飯塚市         | 2023年7月29日  |    |    |                                |
| 6   | セントラルシネマ宮崎             | 宮崎県宮崎市         | 2023年11月3日  |    |    |                                |

### かつて存在したドルビーアトモスの対応劇場
| No. | 映画館名               | 所在地             | 開業日         | 終了日       | 備考                               |
| --- | ---------------------- | ------------------ | -------------- | ------------ | ---------------------------------- |
| 1   | イオンシネマ幕張新都心 | 千葉県千葉市美浜区 | 2013年12月20日 | 2023年5月7日 | IMAXレーザーへの改修に伴い営業終了 |
| ２  | イオンシネマ岡山       | 岡山県岡山市北区   | 2014年12月5日  | 2023年5月7日 | IMAXレーザーへの改修に伴い営業終了 |

## ドルビーアトモスが搭載されたAV機器
サウンドバー・ホームシアターシステム
2014年の家庭版ドルビーアトモス規格の発表時に最初に制作されたのは、Trinnov製業務用アンプのAltitude 32である。
- ヤマハ [15]
  - YSP-5600
  - SR-X40A / SR-B40A / SR-B30A
  - RX-A8A / RX-A6A / RX-A4A / RX-A2A / RX-V6A
  - CX-A5200 / CX-A5100
  - RX-A3080 / RX-A2080 / RX-A1080 / RX-A880 / RX-A780 / RX-V585 / RX-A3070 / RX-A2070 / RX-A1070 / RX-A870 / RX-A770 / RX-V583 / RX-A3060 / RX-A2060 / RX-A1060 / RX-A860 / RX-V781 / RX-V581  / RX-A3050 / RX-A2050 / RX-A1050 / RX-A850 / RX-A3040 / RX-A2040
- パイオニア
  - FS-EB70
- ソニー [16]
  - HT-ST5000 / HT-X9000F / HT-Z9F / HT-X8500 / HT-G700 / HT-A9 / HT-A9M2 /HT-A3000 / HT-A7000 / HT-A5000 / HT-A3000 / HT-A8000 / HT-A9000 / HT-S2000
- パナソニック
  - SC-HTB01 / SC-HTB900
- シャープ
  - 8A-C31AX1 / 8A-C22CX1
- ハイセンス
  - HS512
- クリエイティブテクノロジー
  - SXFI CARRIER / Creative Stage 360
- ゼンハイザー
  - AMBEO Soundbar MAX（旧称AMBEO Soundbar）
- JBL
  - Bar 5.0 MultiBeam / JBL Cinema SB190 / JBL Cinema SB580 / JBL Bar 1000
- デノン
  - Denon Home Sound Bar 550 / DHT-S517
- ボーズ
  - Bose Smart Soundbar 900 / Bose Smart Soundbar 600
- ULTIMEA
  - Poseidon D80 Boom / Poseidon D80 / Poseidon D60 / Nova S90 / Nova S80 / Nova S70 / Nova S50 / Aura A60 / Aura A50 Pro / Apollo S80

スマートスピーカー
- Amazon
  - Echo Studio
- Apple
  - HomePod

ヘッドフォン・イヤフォン
- Apple
  - AirPods Pro（第1世代、iOS 14で追加対応）[17]
  - AirPods Max
  - AirPods（第3世代）[18]
  - AirPods Pro（第2世代）
  - AirPods 4
- Jabra
  - Jabra Elite 10（Dolby Head Tracking搭載・専用アプリから設定可能）
- サムスン電子
  - Galaxy Buds Pro（Dolby Head Tracking搭載・One UI 3.1以上を搭載したGalaxyスマートフォン及びGalaxy Tabシリーズのみ対応）
  - Galaxy Buds2（Dolby Head Tracking搭載・One UI 3.1以上を搭載したGalaxyスマートフォン及びGalaxy Tabシリーズのみ対応）
  - Galaxy Buds2 Pro（Dolby Head Tracking搭載・One UI 3.1以上を搭載したGalaxyスマートフォン及びGalaxy Tabシリーズのみ対応）
- Technics（パナソニック）
  - EAH-AZ100（Dolby Head Tracking搭載・専用アプリから設定可能）

## ドルビーアトモスに対応した機器
ドルビーアトモスを使うには、ドルビーアトモスに対応したバージョン1.3以上のHDMIケーブル、テレビ（またはサウンドバーやホームシアター）、および音声を出力するためのこれらの機種などが必要である。
- Amazon Fire TV（一部機種のみ）
- iPhone、iPad（一部機種のみ）
- Apple TV 4K
- Chromecast with Google TV（パススルー出力のみ）
- Google TV Streamer
- 一部のMacまたはWindows 10以降のPC
- Xbox Oneシリーズ
- Xbox Series X/S
- PlayStation 5（2023年9月のアップデート以降、すべての場面でDolby Atmos出力に対応）

## ドルビーアトモスが搭載されたスマートフォン
ファーウェイ
- Huawei P20｜P20 Pro（2018年)

FCNT（旧富士通コネクテッドテクノロジーズ）
- arrows N
- arrows NX9
- arrows 5G
- arrows we2 plus
- arrows Alpha

サムスン電子
サムスン製スマートフォンは2018年以降すべての機種でドルビーアトモスが利用できる。なお、スピーカーでドルビーアトモスを聴く際にはステレオスピーカー搭載の機種のみとなる。
- Galaxy feel2 (2018年)
- Galaxy S9｜S9+（2018年）
- Galaxy Note 9（2018年）
- Galaxy A7 （2018年）
- Galaxy Fold（2019年）
- Galaxy S10e｜S10｜S10+｜S10 5G（2019年）
- Galaxy Note10｜Note10+（2019年）
- Galaxy S20｜S20+｜S20 Ultra（2020年）
- Galaxy Z Flip（2020年）
- Galaxy Note20｜Note20 Ultra（2020年）
- Galaxy Z Fold2（2020年）
- Galaxy Z Flip 5G（2020年）
- Galaxy S21｜S21+｜S21 Ultra（2021年）
- Galaxy Z Fold3（2021年）
- Galaxy Z Flip3（2021年）
- Galaxy A22 5G (2021年)
- Galaxy S22｜S22+｜S22 Ultra（2022年）
- Galaxy Z Fold4（2022年）
- Galaxy Z Flip4（2022年）
- Galaxy A23 5G　(2022年)
- Galaxy A53 5G　(2022年)
- Galaxy S23 | S23 Ultla (2023年)
- Galaxy S24 | S24 Ultra (2024年)
- Galaxy S25 | S25 Ultra (2025年)
- Galaxy A25 5G (2025年)
- Galaxy A36 5G (2025年)

Xiaomi
- POCO F6 Pro
- POCO F4 GT
- 14 Ultra
- 13 T Pro
- 13 T
- 12 Pro
- 11 Pro
- Redmi Note 13 Pro+ 5G
- Redmi Note 13 Pro 5G
- Redmi Note 11 Pro 5G
- Xiaomi 15
- xiaomi 15 Ultra
- Xiaomi 14T | 14T Pro

ソニー（旧ソニーモバイルコミュニケーションズ）
- Xperia 1 (2019年)
- Xperia 5 (2019年)
- Xperia 1 II (2020年)
- Xperia 5 II (2020年)
- Xperia 1 III (2021年)
- Xperia 5 III (2021年)
- Xperia 1 IV (2022年)
- Xperia 5 IV (2022年)
- Xperia 1 V (2023年)

Apple
iPad全シリーズ、iPhone SEの二代目・三代目はAirPodsなどを使用しなければドルビーアトモスを一部場面下で再生できない。
- iPhone 11 （2019年）
- iPhone 11 Pro｜11 Pro Max （2019年）
- iPhone 12｜12 mini （2020年）
- iPhone 12 Pro｜12 Pro Max （2020年）
- iPhone 13｜13 mini （2021年）
- iPhone 13 Pro｜13 Pro Max （2021年）
- iPhone 14｜14 Plus （2022年）
- iPhone 14 Pro｜14 Pro Max （2022年）
- iPhone 15｜15 Plus　(2023年)
- iPhone 15 Pro｜15 Pro Max　(2023年)
- iPhone 16｜16 Plus (2024年)
- iPhone 16 Pro｜16 Pro Max(2024年)
- iPhone 16e(2025年)

OPPO
Oppoは2023年以降、ドルビーアトモスを搭載したスマートフォンは発売されていない。
- OPPO A5 2020（2019年）
- OPPO Find X3 Pro
- OPPO Find X2 Pro
- OPPO Reno 10x Zoom
- OPPO Reno5 A
- OPPO Reno3 5G

シャープ
AQUOS
- AQUOS R2（2018年）
- AQUOS zero（2018年）
- AQUOS R2 compact（2019年）
- AQUOS R3（2019年）
- AQUOS sense3 plus（2019年）
- AQUOS zero2（2020年）
- AQUOS R5G（2020年）
- AQUOS R8 | R8 Pro
- AQUOS R9
- AQUOS LEITZ PHONE 3

ZTE
- M(Z-01K)

Motorola
motorolaは2023年以降日本で発売されている機種すべてでドルビーアトモスが利用できる。
- razr 40
- razr 40 ultra
- razr 50
- razr 50 ultra
- edge 40
- edge 50 pro
- moto g53j 5G
- moto g64 5G
- moto g24
- edge 60 pro
- moto g66j 5G

## ドルビーアトモスが導入されたスタジオ
国内
- 東映デジタルセンター
- ソニーPCL（360 Reality Audioと併存）
- GZ-TOKYO（六本木スタジオ）
- IMAGICA Lab.
- be blue studio（青山）
- グロービジョン(九段スタジオ)
- IMAGICA EMS(竹芝メディアセンター、汐留サウンドスタジオ)
- クープ/ピーズスタジオ（DTS:Xと併存）
- FirstCallMusic Studio Vibes
- SQUARE ENIX SOUND STUDIO
- CAPCOM bit MASTER studio（DTS:X、Auro 11.1と併存）
- avex R studio
- 角川大映スタジオ
- ヒューマックスシネマ(HAC SHIBUYA)
- WOWOW映写室
- HALF H・P STUDIO
- G-angle STUDIO 離れ
- Xylomania Studio LLC
- AION studio
- 東宝ポストプロダクションセンター

## ドルビーアトモスが導入された動画配信サービス
- Apple TV+
- Netflix
- Amazonプライム・ビデオ
- ひかりTV
- U-NEXT
- Disney+
- WOWOW

## ドルビーアトモスが導入された音楽配信サービス
- Apple Music
- Amazon Music Unlimited
- TIDAL

## ドルビーアトモスが採用された作品

### 洋画

#### 1980年以前
- 素晴らしき哉、人生!(1946年 フランク・キャプラ監督)※UHD Blu-rayに収録
- 理由なき反抗(1955年 ニコラス・レイ監督)※UHD Blu-rayに収録
- 或る殺人(1959年 オットー・プレミンジャー監督)※UHD Blu-rayに収録
- アラビアのロレンス(1962年 デヴィッド・リーン監督)※UHD Blu-rayに収録
- いつも心に太陽を(1967年 ジェームズ・クラベル監督)※UHD Blu-rayに収録
- オリバー！(1968年 キャロル・リード監督)※UHD Blu-rayに収録
- 燃えよドラゴン(1973年 ロバート・クローズ監督)※UHD Blu-rayに収録
- エクソシスト(1973年 ウィリアム・フリードキン監督)※UHD Blu-rayに収録
- ジョーズ(1975年 スティーヴン・スピルバーグ監督)※UHD Blu-rayに収録
- タクシードライバー(1976年 マーティン・スコセッシ監督)※UHD Blu-rayに収録
- サスペリア(1977年 ダリオ・アルジェント監督)※UHD Blu-rayに収録
- スター・ウォーズ エピソード4/新たなる希望(1977年 ジョージ・ルーカス監督)※UHD Blu-rayに収録
- ゾンビ(1978年 ジョージ・A・ロメロ監督)※UHD Blu-rayに収録
- スーパーマン(1978年 リチャード・ドナー監督)※UHD Blu-rayに収録
- 地獄の黙示録 ファイナル・カット(1979年 フランシス・フォード・コッポラ監督)※UHD Blu-rayに収録

#### 1980年代前半
- スター・ウォーズ エピソード5/帝国の逆襲(1980年 アーヴィン・カーシュナー監督)※UHD Blu-rayに収録
- レイダース/失われたアーク《聖櫃》(1981年 スティーヴン・スピルバーグ監督)※UHD Blu-rayに収録
- ガンジー(1982年 リチャード・アッテンボロー監督)※UHD Blu-rayに収録
- ダーククリスタル(1982年 ジム・ヘンソン/フランク・オズ共同監督)※UHD Blu-rayに収録
- スター・ウォーズ エピソード6/ジェダイの帰還(1983年 リチャード・マーカンド監督)※UHD Blu-rayに収録
- ゴーストバスターズ(1984年 アイヴァン・ライトマン監督)※UHD Blu-rayに収録
- インディ・ジョーンズ/魔宮の伝説(1984年 スティーヴン・スピルバーグ監督)※UHD Blu-rayに収録
- ベスト・キッド(1984年 ジョン・G・アヴィルドセン監督)※UHD Blu-rayに収録
- ナチュラル(1984年 バリー・レヴィンソン監督)※UHD Blu-rayに収録

#### 1980年代後半
- バック・トゥ・ザ・フューチャー(1985年 ロバート・ゼメキス監督)※UHD Blu-rayに収録
- スタンド・バイ・ミー(1986年 ロブ・ライナー監督)※UHD Blu-rayに収録
- ラビリンス/魔王の迷宮(1986年 ジム・ヘンソン監督)※UHD Blu-rayに収録
- トップガン(1986年 トニー・スコット監督)※UHD Blu-rayに収録。なお通常（1080p）の Blu-rayでもリマスター版が発売された。
- ビートルジュース(1988年 ティム・バートン監督)※UHD Blu-rayに収録
- インディ・ジョーンズ/最後の聖戦(1989年 スティーヴン・スピルバーグ監督)※UHD Blu-rayに収録
- ゴーストバスターズ2(1989年 アイヴァン・ライトマン監督)※UHD Blu-rayに収録
- バットマン(1989年 ティム・バートン監督)※UHD Blu-rayに収録
- バック・トゥ・ザ・フューチャー2(1989年 ロバート・ゼメキス監督)※UHD Blu-rayに収録
- リトル・マーメイド(1989年 ジョン・マスカー&ロン・クレメンツ共同監督）※UHD Blu-rayに収録

#### 1990年代前半
- バック・トゥ・ザ・フューチャー3(1990年 ロバート・ゼメキス監督)※UHD Blu-rayに収録
- 美女と野獣(1991年 ゲイリー・トゥルースデイル&カーク・ワイズ共同監督）※UHD Blu-rayに収録
- フック (1991年 スティーヴン・スピルバーグ監督)※UHD Blu-rayに収録
- ア・フュー・グッドメン(1992年 ロブ・ライナー監督)※UHD Blu-rayに収録
- バットマン リターンズ(1992年 ティム・バートン監督)※UHD Blu-rayに収録
- プリティ・リーグ(1992年 ペニー・マーシャル監督)※UHD Blu-rayに収録
- アラジン(1992年 ジョン・マスカー&ロン・クレメンツ共同監督）※UHD Blu-rayに収録
- 恋はデジャ・ブ(1993年 ハロルド・ライミス監督)※UHD Blu-rayに収録
- ラスト・アクション・ヒーロー(1993年 ジョン・マクティアナン監督)※UHD Blu-rayに収録
- ナイトメアー・ビフォア・クリスマス(1993年 ヘンリー・セリック監督)※UHD Blu-rayに収録
- フィラデルフィア(1993年 ジョナサン・デミ監督)※UHD Blu-rayに収録
- ザ・シークレット・サービス(1993年 ウォルフガング・ペーターゼン監督)※UHD Blu-rayに収録
- シンドラーのリスト(1993年 スティーヴン・スピルバーグ監督)※UHD Blu-rayに収録
- ライオン・キング(1994年 ロジャー・アレーズ&ロブ・ミンコフ監督）※UHD Blu-rayに収録
- フォレスト・ガンプ/一期一会(1994年 ロバート・ゼメキス監督)※UHD Blu-rayに収録

#### 1990年代後半
- バッドボーイズ(1995年 マイケル・ベイ監督) ※UHD Blu-rayに収録
- バットマン フォーエヴァー(1995年 ジョエル・シュマッカー監督)※UHD Blu-rayに収録
- トイ・ストーリー(1995年 ジョン・ラセター監督)※UHD Blu-rayに収録
- いつか晴れた日に(1995年 アン・リー監督)※UHD Blu-rayに収録
- ミッション:インポッシブル(1996年 ブライアン・デ・パルマ監督)※UHD Blu-rayに収録
- ザ・エージェント(1996年 キャメロン・クロウ監督)※UHD Blu-rayに収録
- バットマン & ロビン Mr.フリーズの逆襲(1997年 ジョエル・シュマッカー監督)※UHD Blu-rayに収録
- メン・イン・ブラック(1997年 バリー・ソネンフェルド監督)※UHD Blu-rayに収録
- エアフォース・ワン(1997年 ウォルフガング・ペーターゼン監督)※UHD Blu-rayに収録
- ガタカ(1997年 アンドリュー・ニコル監督)※UHD Blu-rayに収録
- GODZILLA(1998年 ローランド・エメリッヒ監督)※UHD Blu-rayに収録
- ムーラン(1998年 バリー・クック&トニー・バンクロフト共同監督)※UHD Blu-rayに収録
- プライベート・ライアン(1998年 スティーヴン・スピルバーグ監督)※UHD Blu-rayに収録
- バグズ・ライフ(1998年 ジョン・ラセター監督)※UHD Blu-rayに収録
- マトリックス(1999年 ラナ・ウォシャウスキー/アンディ・ウォシャウスキー共同監督)※UHD Blu-rayに収録
- スター・ウォーズ エピソード1/ファントム・メナス(1999年 ジョージ・ルーカス監督)※UHD Blu-rayに収録
- トイ・ストーリー2(1999年 ジョン・ラセター&リー・アンクリッチ共同監督)※UHD Blu-rayに収録

#### 2000年代前半
- モンスターズ・インク(2001年 ピート・ドクター&デヴィッド・シルヴァーマン&リー・アンクリッチ共同監督)※UHD Blu-rayに収録
- スパイダーマン(2002年 サム・ライミ監督)※UHD Blu-rayに収録
- スター・ウォーズ エピソード2/クローンの攻撃(2002年 ジョージ・ルーカス監督)※UHD Blu-rayに収録
- リロ・アンド・スティッチ(2002年 クリス・サンダース&ディーン・デュボア共同監督)※UHD Blu-rayに収録
- ファインディング・ニモ(2003年 アンドリュー・スタントン&リー・アンクリッチ共同監督)※UHD Blu-rayに収録
- パイレーツ・オブ・カリビアン/呪われた海賊たち (2003年 ゴア・ヴァービンスキー監督)※UHD Blu-rayに収録
- スパイダーマン2(2004年 サム・ライミ監督)※UHD Blu-rayに収録
- Mr.インクレディブル(2004年 ブラッド・バード監督)※UHD Blu-rayに収録

#### 2000年代後半
- スター・ウォーズ エピソード3/シスの復讐(2005年 ジョージ・ルーカス監督)※UHD Blu-rayに収録
- カーズ(2006年 ジョン・ラセター&ジョー・ランフト共同監督)※UHD Blu-rayに収録
- パイレーツ・オブ・カリビアン/デッドマンズ・チェスト(2006年 ゴア・ヴァービンスキー監督)※UHD Blu-rayに収録
- スパイダーマン3(2007年 サム・ライミ監督)※UHD Blu-rayに収録
- パイレーツ・オブ・カリビアン/ワールド・エンド(2007年 ゴア・ヴァービンスキー監督)※UHD Blu-rayに収録
- レミーのおいしいレストラン(2007年 ブラッド・バード監督)※UHD Blu-rayに収録
- アイアンマン(2008年 ジョン・ファヴロー監督)※UHD Blu-rayに収録
- インクレディブル・ハルク(2008年 ルイ・レテリエ監督)※UHD Blu-rayに収録
- ウォーリー(2008年 アンドリュー・スタントン監督)※UHD Blu-rayに収録
- カールじいさんの空飛ぶ家(2009年 ピート・ドクター&ボブ・ピーターソン共同監督)※UHD Blu-rayに収録
- プリンセスと魔法のキス(2009年 ジョン・マスカー&ロン・クレメンツ共同監督)※UHD Blu-rayに収録

#### 2010年以降
- アイアンマン2(2010年 ジョン・ファヴロー監督)※UHD Blu-rayに収録
- トイ・ストーリー3(2010年 リー・アンクリッチ監督)※UHD Blu-rayに収録
- マイティ・ソー(2011年 ケネス・ブラナー監督)※UHD Blu-rayに収録
- パイレーツ・オブ・カリビアン/生命の泉(2011年 ロブ・マーシャル監督)※UHD Blu-rayに収録
- カーズ2(2011年 ジョン・ラセター&ブラッド・ルイス共同監督)※UHD Blu-rayに収録
- アベンジャーズ（2012年 ジョス・ウェドン監督)※UHD Blu-rayに収録
- メリダとおそろしの森（2012年 マーク・アンドリュース&ブレンダ・チャップマン共同監督)※ドルビーアトモス初採用作品
- アメイジング・スパイダーマン（2012年 マーク・ウェブ監督）※UHD Blu-rayに収録
- ミュータント・タートルズ（2014年 ジョナサン・リーベスマン監督）
- ミュータント・ニンジャ・タートルズ:影〈シャドウズ〉（2016年 デイヴ・グリーン監督）
- パイレーツ・オブ・カリビアン/最後の海賊 (2017年 ヨアヒム・ローニング&エスペン・サンドベリ共同監督)
- アース:アメイジング・デイ（2017年 リチャード・デイル&ピーター・ウェーバー&ファン・リーシン共同監督）
- ミュータント・タートルズ:ミュータント・パニック!（2023年 ジェフ・ロウ監督）

### 邦画
下記では作品単体で記事のない一部作品を掲載。その他の対応作品に関してはドルビーアトモスに関するカテゴリ欄を参照。
- 銀河鉄道999 (1979年 りんたろう監督)

- 機動戦士ガンダム (1981年 藤原良二監督&富野喜幸総監督)
- 機動戦士ガンダムII 哀・戦士編 (1981年 富野喜幸総監督)
- さよなら銀河鉄道999 アンドロメダ終着駅 (1981年 りんたろう監督)
- 機動戦士ガンダムIII めぐりあい宇宙（そら）編 (1982年 富野喜幸総監督)
- THE NEXT GENERATION パトレイバー 首都決戦 (2015年 押井守監督) ※邦画初ドルビーアトモス採用作品
- リップヴァンウィンクルの花嫁 (2016年 岩井俊二監督)
- BLAME! (2017年 瀬下寛之監督) ※邦画アニメ初ドルビーアトモス採用作品
- ガールズ＆パンツァー最終章 第1話 (2017年 水島努監督)
- ニンジャバットマン (2018年 水崎淳平監督)
- 轢き逃げ 最高の最悪な日 (2019年 水谷豊監督)

- ガールズ＆パンツァー最終章 第2話 (2019年 水島努監督)
- HELLO WORLD (2019年 伊藤智彦監督)
- 劇場版 ヴァイオレット・エヴァーガーデン (2020年 石立太一監督)
- 劇場版 鬼滅の刃 無限列車編 (2020年 外崎春雄監督)
- ガールズ&パンツァー最終章 第3話 (2021年 水島努監督)
- シドニアの騎士 あいつむぐほし (2021年 瀬下寛之総監督)
- 機動戦士ガンダム 閃光のハサウェイ (2021年 村瀬修功監督)
- 劇場版ソードアート・オンライン -プログレッシブ- 星無き夜のアリア (2021年 河野亜矢子監督)[23]
- 映画ドラえもん のび太の宇宙小戦争 2021 (2022年 山口晋監督)
- シン・ウルトラマン (2022年 樋口真嗣監督)
- 機動戦士ガンダム ククルス・ドアンの島 (2022年 安彦良和監督)
- 映画 ゆるキャン△ (2022年 京極義昭監督)
- キングダム2 遥かなる大地へ (2022年 佐藤信介監督)
- ONE PIECE FILM RED (2022年 谷口悟朗監督)
- 劇場版ソードアート・オンライン -プログレッシブ- 冥き夕闇のスケルツォ (2022年 河野亜矢子監督)
- THE FIRST SLAM DUNK (2022年 井上雄彦監督)
- 映画ドラえもん のび太と空の理想郷 (2023年 堂山卓見監督)
- シン・仮面ライダー (2023年 庵野秀明監督)
- 劇場版アイドリッシュセブン LIVE 4bit BEYOND THE PERiOD (2023年 錦織博&山本健介共同監督)
- 君たちはどう生きるか (2023年 宮崎駿監督)
- キングダム 運命の炎 (2023年 佐藤信介監督)
- SAND LAND (2023年 横嶋俊久監督)
- ガールズ&パンツァー 最終章 第4話 (2023年 水島努監督)
- 火の鳥 エデンの花 (2023年 西見祥示郎監督)
- ゴジラ-1.0 (2023年 山崎貴監督)
- 屋根裏のラジャー (2023年 百瀬義行監督)
- 機動戦士ガンダムSEED FREEDOM (2024年 福田己津央監督)
- 映画ドラえもん のび太の地球交響楽 (2024年 今井一暁監督)
- キングダム 大将軍の帰還 (2024年 佐藤信介監督)
- 映画 ラブライブ!虹ヶ咲学園スクールアイドル同好会 完結編 第1章 (2024年 河村智之監督)
- ルックバック (2024年 押山清高監督)
- 数分間のエールを (2024年 ぽぷりか監督)
- 十一人の賊軍 (2024年 白石和彌監督)
- 映画ドラえもん のび太の絵世界物語 (2025年 寺本幸代監督)
- 劇場版 鬼滅の刃 無限城編 第一章 猗窩座再来 (2025年 外崎春雄監督)

海外TV

国内TV
- ダークギャザリング (2023年 近藤憲一監督)
- SPECIAL EDITED VERSION 『ONE PIECE』 魚人島編 (2024年)

OVA
- 天使のたまご (1985年 押井守監督)

海外ストリーミング配信
- ムーラン (2020年 ニキ・カーロ監督）
- ソウルフル・ワールド (2020年 ピート・ドクター監督）
- あの夏のルカ (2021年 エンリコ・カサローザ監督）
- 私ときどきレッサーパンダ (2022年 ドミー・シー監督)

国内ストリーミング配信
- Sol Levante（2020年 齋藤瑛監督)
- 攻殻機動隊 SAC_2045（2020年 神山健治/荒巻伸志共同監督）

コンピュータゲーム
- スター・ウォーズ バトルフロント（PC版）（2015年 開発:EA DICE, Criterion Games、発売:エレクトロニック・アーツ）
- ライズ オブ ザ トゥームレイダー（Xbox One版）（2015年 開発:クリスタル・ダイナミックス、発売:スクウェア・エニックス）
- バトルフィールド1（PC版）（2016年 開発:EA DICE、発売:エレクトロニック・アーツ）
- オーバーウォッチ（PC版）（2016年 開発・発売:ブリザード・エンターテイメント）
- Gears of War 4（PC・Xbox One版）（2016年 開発:The Coalition、発売:マイクロソフト）
- フォーオナー（Xbox One版）（2017年 開発:ユービーアイソフト・モントリオールスタジオ、発売:ユービーアイソフト）
- アサシン クリード オリジンズ（Xbox One版）（2017年 開発:ユービーアイソフト・モントリオールスタジオ、発売:ユービーアイソフト）
- シャドウ オブ ザ トゥームレイダー（Xbox One版）（2017年 開発:アイドスモントリオール, クリスタル・ダイナミックス、発売:スクウェア・エニックス）
- Super Lucky's Tale（英語版）（PC・Xbox One版）（2017年 開発:Playful Studios、発売:マイクロソフト）
- ファイナルファンタジーXV ウィンドウズエディション（PC版）（2018年 開発・発売:スクウェア・エニックス）[24]
- ANUBIS ZONE OF THE ENDERS:M∀RS（PC版）（2018年 開発:コナミデジタルエンタテインメント, Cygames、発売:コナミデジタルエンタテインメント）
- Forza Horizon 4（PC・Xbox One版）（2018年 開発:Playground Games、発売:マイクロソフト）
- メトロ エクソダス（PC・Xbox One版）（2019年 開発:4A Games、発売:ディープ・シルバー[25]）
- ディビジョン2（PC・Xbox One版）（2019年 開発:Massive Entertainment、発売:ユービーアイソフト
- バイオハザード RE:2（PC・Xbox One版）（2019年 開発・発売:カプコン）[26]
- Grid（英語版）（PC・Xbox One版）（2019年 開発・発売:コードマスターズ）
- Gears 5（PC・Xbox One版）（2019年 開発:The Coalition、発売:マイクロソフト）
- コール オブ デューティ モダン・ウォーフェア（PC・Xbox One版）（2019年 開発:Infinity Ward、発売:アクティビジョン）
- ニード・フォー・スピード ヒート（PC・Xbox One版）（2019年 開発:Ghost Games、発売:エレクトロニック・アーツ）
- Borderlands 3（PC・Xbox One版）（2019年 開発:Gearbox Software、発売:2K Games）
- Ori and the Will of the Wisps（PC・Xbox One・Xbox Series X/S版）（2020年 開発:Moon Studios、発売:マイクロソフト）
- コール オブ デューティ ウォーゾーン（PC・Xbox One版）（2020年 開発:Treyarch, Raven Software、発売:アクティビジョン）
- サイバーパンク2077（Xbox One・Xbox Series X/S版）（2020年 開発・発売:CD Projekt）
- デビルメイクライ5 Special Edition（Xbox Series X/S版）（2020年 開発・発売:カプコン）※DTS:X音声も収録
- Microsoft Flight Simulator（PC・Xbox Series X/S版）（2020年 開発:Asobo Studio、発売:マイクロソフト）
- コール オブ デューティ ブラックオプス コールドウォー（PC・Xbox One・Xbox Series X/S版）（2020年 開発:Treyarch, Raven Software、発売:アクティビジョン）
- Psychonauts 2（英語版）（Xbox One・Xbox Series X/S版）（2021年 開発:Double Fine、発売:マイクロソフト）
- RiMS Racing（Xbox One・Xbox Series X/S版）（2021年 開発:Raceward Studio、発売:Nacon）※DTS:X音声も収録
- F1 2021（Xbox One・Xbox Series X/S版）（2021年 開発:コードマスターズ、発売:EAスポーツ）
- WRC 10（英語版）（Xbox One・Xbox Series X/S版）（2021年 開発:Kylotonn、発売:Nacon）
- バイオハザード ヴィレッジ（PC・Xbox One・Xbox Series X/S版）（2021年 開発・発売:カプコン）
- コール オブ デューティ ヴァンガード（Xbox One・Xbox Series X/S版）（2021年 開発:Sledgehammer Games、発売:アクティビジョン）
- Marvel's Guardians of the Galaxy（PC版・Xbox One・Xbox Series X/S版）（2021年 開発:アイドスモントリオール、発売:スクウェア・エニックス）
- Forza Horizon 5（PC・Xbox One・Xbox Series X/S版）（2021年 開発:Playground Games、発売:マイクロソフト）
- Back 4 Blood（Xbox One・Xbox Series X/S版）（2021年 開発:Turtle Rock Studios、発売:ワーナー・ブラザース・インタラクティブ・エンターテイメント[27]）
- バトルフィールド2042（Xbox One・Xbox Series X/S版）（2021年 開発:EA DICE, Ripple Effect Studios, Criterion Games, EA Gothenburg、発売:エレクトロニック・アーツ）
- Halo Infinite（PC・Xbox One・Xbox Series X/S版）（2021年 開発:343 Industries、発売:マイクロソフト）
- ワンダーランズ～タイニー・ティナと魔法の世界（英語版）（Xbox One・Xbox Series X/S版）（2022年 開発:Gearbox Software、発売:2K Games）※DTS:X音声も収録
- モンスターハンターライズ/モンスターハンターライズ：サンブレイク（PC・Xbox Series X/S版）（2022年/2023年 開発・発売:カプコン）
- バイオハザード RE:4（PC・Xbox Series X/S版）（2023年 開発・発売:カプコン）
- ストリートファイター6（PC・Xbox Series X/S版）（2023年 開発・発売:カプコン）
- エグゾプライマル（PC・Xbox Series X/S版）（2023年 開発・発売:カプコン）
- ドラゴンズドグマ2（PC・Xbox Series X/S版）（2024年 開発・発売:カプコン）
- 祇:Path of the Goddess（PC・Xbox One・Xbox Series X/S版）（2024年 開発・発売:カプコン）
- デッドライジング デラックスリマスター（PC・Xbox Series X/S版）（2024年 開発・発売:カプコン）
- モンスターハンターワイルズ（PC・Xbox Series X/S・PlayStation 5版）（2025年 開発・発売:カプコン）

音楽作品
- R.E.M.『オートマチック・フォー・ザ・ピープル 25周年記念エディション』（2017年）
- 浜田省吾『ON THE ROAD 2015-2016 旅するソングライター "Journey of a Songwriter"』（2018年 板屋宏幸監督/劇場作品）
- ザ・ビートルズ『アビイ・ロード 50周年記念スーパー・デラックス・エディション』（2019年）
- サカナクション『SAKANAQUARIUM 2019 "834.194" 6.1ch Sound Around Arena Session -LIVE at PORTMESSE NAGOYA 2019.06.14-』（2020年）
- ザ・ローリング・ストーンズ『山羊の頭のスープ スーパー・デラックス・ボックス』（2020年）
- キング・クリムゾン『ザ・コンプリート1969レコーディングス』（2020年）※DISC24に収録
- ジョン・レノン『ギミ・サム・トゥルース. デラックス・エディション』（2020年）
- ジョン・レノン『ジョンの魂：アルティメイト・コレクション スーパー・デラックス・エディション』（2021年）
- Official髭男dism『Universe「Official髭男dism ONLINE LIVE 2020 -Arena Travelers-」』（2021年）
- ジョージ・ハリスン『オール・シングス・マスト・パス 50周年記念スーパー・デラックス・エディション』（2021年）
- Official髭男dism『 Editorial「Official髭男dism FC Tour Vol.2 - The Blooming Universe ONLINE -」』（2021年）
- ももいろクローバーZ 『MOMOIRO CLOVER Z 6th ALBUM TOUR “祝典”（Live at 日本武道館 2022.5.15）』